# Principio del argumento

El camino C (en negro), los ceros de f (en azul) y los polos de f (en rojo).

En el análisis complejo, el principio del argumento (o principio del argumento de Cauchy) expresa que si f(z) es una
función meromorfa definida en el conjunto abierto limitado por un camino cerrado C, tal que f no tiene ceros ni polos en C, entonces se cumple la siguiente relación:
{\displaystyle \oint _{C}{f'(z) \over f(z)}\,dz=2\pi i(N-P)}
donde N y P denotan respectivamente el número de ceros y polos de f(z) en el abierto limitado por el camino C, contando cada cero y polo tantas veces como indique su multiplicidad y orden respectivamente. En esta versión del teorema se supone que el camino C es simple, es decir, sin cortes consigo mismo, y que tiene una orientación antihoraria.
De manera más general, considérese una curva C, orientada en sentido antihorario, que se pueda deformar hasta un punto en el interior de un conjunto abierto Ω del plano complejo. Para cada punto z ∈ Ω, sea n(C,z) el índice de C en torno al punto z.  Entonces se tiene:
{\displaystyle \oint _{C}{\frac {f'(z)}{f(z)}}\,dz=2\pi i\left(\sum _{a}n(C,a)-\sum _{b}n(C,b)\right)}
donde la primera suma recorre todos los ceros a de f, contados tantas veces como indiquen sus multiplicidades, y la segunda suma recorre los polos b de f, contados tantas veces como indiquen sus órdenes.

## Demostración
Sea zN un cero de f. Podemos entonces escribir f(z) = (z − zN)kg(z), donde k es la multiplicidad del cero, y por consiguiente, g(zN) ≠ 0. Obtenemos entonces:
{\displaystyle f'(z)=k(z-z_{N})^{k-1}g(z)+(z-z_{N})^{k}g'(z)\,\!}
y
{\displaystyle {f'(z) \over f(z)}={k \over z-z_{N}}+{g'(z) \over g(z)}.}
Dado que  g(zN) ≠ 0, se sigue que g' (z)/g(z) no tiene singularidades en zN, y es por lo tanto analítica en zN, lo cual implica que el residuo de f′(z)/f(z) en zN será k.
Sea zP un polo de f. Podemos entonces escribir f(z) = (z − zP)−mh(z), donde m es el orden del polo, y por consiguiente h(zP) ≠ 0. Se tiene entonces:
{\displaystyle f'(z)=-m(z-z_{P})^{-m-1}h(z)+(z-z_{P})^{-m}h'(z)\,\!.}
y
{\displaystyle {f'(z) \over f(z)}={-m \over z-z_{P}}+{h'(z) \over h(z)}}
de manera análoga al caso anterior. De ahí se sigue que h′(z)/h(z) no tiene singularidades en zP ya que h(zP) ≠ 0, y por consiguiente es analítica en zP. Se tiene entonces que el residuo de f′(z)/f(z) en zP es −m.
Combinando estos resultados, vemos que cada cero zN de multiplicidad k de f da lugar a un polo simple (de orden 1) para f′(z)/f(z) de residuo k, y cada  polo zP de orden m de f da lugar a un polo simple para f′(z)/f(z) de residuo −m. Además, puede demostrarse que f′(z)/f(z) no tiene ningún otro polo y, por lo tanto, ningún otro residuo.
De acuerdo con el teorema de los residuos, tendremos que la integral sobre C es el producto de 2πi por la suma de los residuos. Combinando estos resultados, la suma de los k para cada cero zN es el número de ceros contado tantas veces como indique su multiplicidad, y lo mismo para los polos, de lo que se sigue el resultado buscado.

## Consecuencias
El principio del argumento tiene consecuencias sobre el índice de f(z) en torno al origen. Si, por ejemplo, C es un camino cerrado centrado en el origen, vemos que la integral de f′(z)/f(z) sobre C es igual a la variación en valor de log f(z). Dado que C es cerrado solo necesitamos considerar la variación en {\displaystyle i} arg f(z) sobre C −, que será un múltiplo de 2π{\displaystyle i} ya que C es cerrado (pero puede dar más de una vuelta en torno al origen). Pero debido al principio del argumento:
{\displaystyle \oint _{C}{f'(z) \over f(z)}\,dz=2\pi i(N-P)}
los factores de 2π{\displaystyle i} se cancelan y nos quedará:
{\displaystyle N-P=I(C,0)\,\!}
donde I(C,0) denota el índice de f sobre C en 0.
El teorema de Rouché se apoya en el principio del argumento.